# Siah Armajani
Siah Armajani (anhörenⓘ; * 10. Juli 1939 in Teheran, Iran; † 27. August 2020 in Minneapolis) war ein iranischstämmiger, US-amerikanischer zeitgenössischer Bildhauer, Filmkünstler und Architekt. Er bezeichnete sich selbst als "public artist", als einen Künstler, der für den öffentlichen Raum arbeitet.

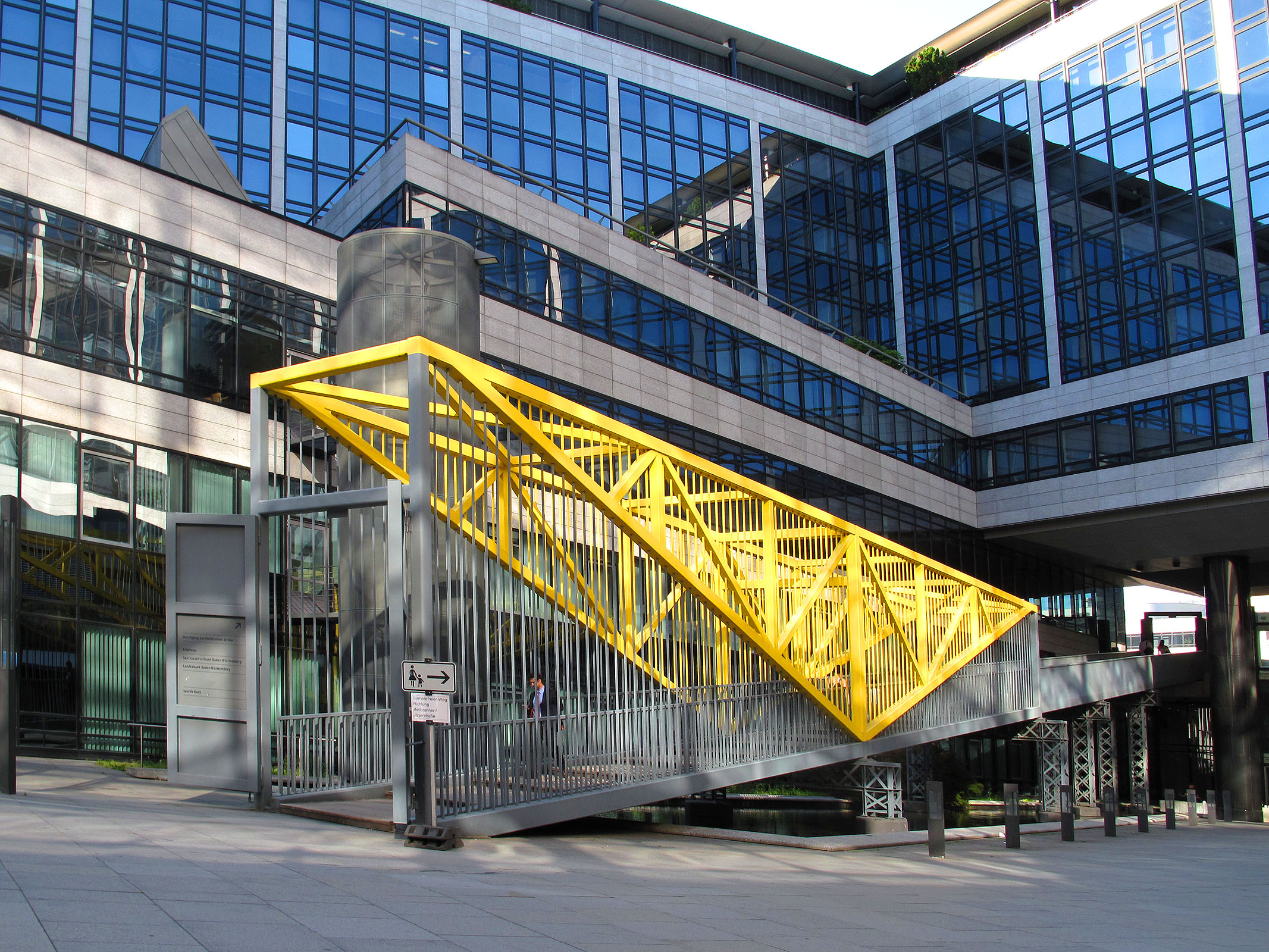
Bridge/Ramp, 1994, Stuttgart-Mitte, Innenhof der LBBW

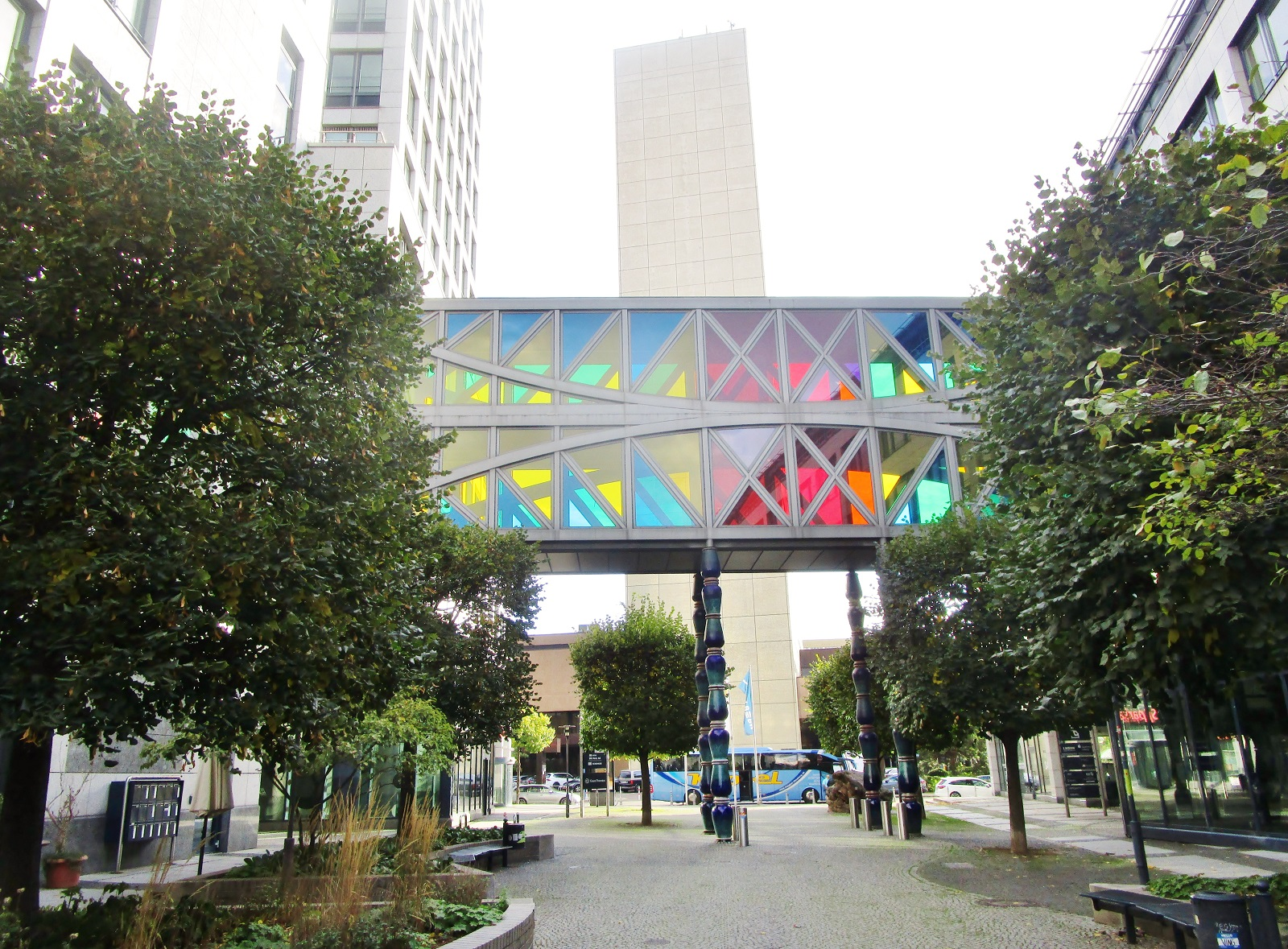
Verbindungsbrücke Löhrs Carré über die Humboldtstraße in Leipzig

## Leben und Werk
Siah Armajani kam im Jahr 1960 in die USA und wurde US-amerikanischer Staatsbürger. Er studierte Philosophie, Anthropologie und Mathematik.
Armajanis künstlerischer Anspruch von „Kunst im öffentlichen Raum“ basierte auf den lokalen Bedingungen und Möglichkeiten und den kommunikativen Funktionen, die das Kunstwerk an einem bestimmten Ort erfüllen kann und soll. Er setzte sich mit seinen Arbeiten immer mit den Problemen der Gestaltung von Umwelt auseinander und entwickelte seine Kunst aus einer speziellen Analyse der formalen und soziokulturellen Bedingungen, die er vor Ort und in der jeweiligen Situation antraf.
Auf Einladung von Jean-Christophe Ammann schuf Armajani 1987 die Installation „Sacco-und-Vanzetti-Leseraum“ für seine ersten Einzelausstellung in Europa in der Kunsthalle Basel. Die Ausstellung wanderte anschließend zum Stedelijk Museum Amsterdam und zum Portikus nach Frankfurt am Main weiter. 1990 erwarb Ammann die Installation für das Museum für Moderne Kunst in Frankfurt am Main.
Im Jahr 1972 war er Teilnehmer an der von Harald Szeemann organisierten Documenta 5 in Kassel in der Abteilung Individuelle Mythologien: Film. Er war auch auf der Documenta 7 (1982) und der Documenta 8 und bei Skulptur.Projekte in Münster im Jahr 1987 als Künstler vertreten.
Siah Armajani gestaltete die olympische Fackel für die Olympischen Spiele 1996 in Atlanta, Georgia, USA. Er gestaltete zahlreiche Projekte wie den Turm und die Brücke von New York Staten Island, Round Gazebo in Nizza in Frankreich, die Irene-Hixon-Whitney-Brücke in Minneapolis, Minnesota, USA, und die Verbindungsbrücke in Löhrs Carré in Leipzig.
Er war auch bekannt für sein Projekt, Häuser ganz aus Fäkalien zu bauen, um damit zu belegen, dass viele Häuser „sowieso beschissen“ seien. („Most houses are shitty anyway, why not take it a step further“ S.A.).
2012 wurde Armajani zum Mitglied (N.A.) der National Academy in New York gewählt.
Er lebte in Minneapolis und St. Paul, Minnesota und starb am 27. August 2020 im Alter von 81 Jahren.